# Tvashtar Paterae
Le Tvashtar Paterae costituiscono una regione vulcanica vicino al polo nord di Io, una delle lune più importanti di Giove. Il loro nome deriva da un'antica divinità indù dei fabbri, mentre patera è sinonimo di cratere. La regione si estende per circa 20-30 km ed è stata lungamente osservata dalla sonda Galileo. Presenta un lago di lava silicata surriscaldata e varie eruzioni vulcaniche attive.
Una grande eruzione di circa 300 km fu fotografata il febbraio 2007 dalla sonda New Horizons, che era di passaggio in rotta verso Plutone.